# Безуова теорема
У алгебарској геометрији, Безуова теорема тврди да је број могућих пресечних тачака две раванске алгебарске криве једнак производу њихових степена.
Неки специјални случајеви ове теореме су били познати још у седамнаестом веку, а њен исказ је објавио Етјен Безу 1776. године у свом делу Општа теорија алгебарских једнакости (фр. Théorie générale des équations algébriques).